# 美國軍事上訴法院
美國軍事上訴法院（英語：United States Court of Appeals for the Armed Forces，法律引用中常缩写为 C.A.A.F. 或 USCAAF）是美國司法體系的法院，是所有現役美國武裝部隊成員和其他受《統一軍法典》管轄之人員的上訴法院。美國軍事上訴法院由五名民法法官組成，任期15年，由美國總統經美國參議院的建議和同意下任命。受理陸軍刑事上訴法院、海軍-陸戰隊刑事上訴法院、海岸警衞隊刑事上訴法院和空軍刑事上訴法院的上訴案件。